# جائحة كورونا في بوسطن
```
وباء كورونا في بوسطن
 هو جزء من جائحة مستمر من 
مرض فيروس التاجي 2019
 (COVID-19) في 
مدينة
 
ماساتشوستس
 في 
بوسطن
 . تم الإبلاغ عن أول حالة مؤكدة في 1 فبراير 2020 ، وبدأ العدد في الزيادة بسرعة بحلول 9 مارس. أعلن 
تشارلي بيكر
 ، حاكم ولاية ماساتشوستس ، حالة الطوارئ في 10 مارس. بحلول 21 مارس ، كان أكثر من 100 شخص في بوسطن قد أثبتت إصابتهم بـ COVID-19. يمكن تتبع معظم الحالات المبكرة لاجتماع شركة عقدته في أواخر فبراير شركة 
التكنولوجيا الحيوية
 
Biogen
 في بوسطن. 
اعتبارًا من 5
 
مايو
 
2020
 
(
2020-05-05
)
[
تحديث
]
 ، كان هناك 10،241 حالة مؤكدة و 449 حالة وفاة بسبب COVID-19. 
اعتبارًا من 29
 
أبريل
 
2020
 
(
2020-04-29
)
[
تحديث
]
 ، أكملت بوسطن 27،824 اختبارًا ، جاء 32.1 ٪ منها إيجابيًا.
[
1
]
```

## خلفية
في 12 يناير 2020، أكدت منظمة الصحة العالمية عن ظهور فيروس كورونا المستجد كسبب للمرض التنفسي الذي أصاب مجموعة من الأشخاص في مدينة ووهان، مقاطعة خوبي، الصين، إذ أُبلغ عنهم إلى منظمة الصحة العالمية في 31 ديسمبر 2019. كانت نسبة الوفيات بين الحالات المُشخصة بكوفيد-19 أقل بكثير من جائحة فيروس سارس في عام 2003، لكن انتقال العدوى كان أكبر، والوفيات أيضًا.

## الجدول الزمني

### شهر فبراير
تم الإبلاغ عن أول حالة مؤكدة لـ COVID-19 من قبل مسؤولي الدولة في 1 فبراير. عاد الشخص ، وهو رجل في العشرينات من عمره ، مؤخرًا من ووهان ، الصين وبدأ يعاني من الأعراض. سعى للحصول على رعاية طبية لكنه لا يحتاج إلى دخول المستشفى ، وبالتالي كان قادرًا على العزل الذاتي والتعافي في المنزل.
عقد 175 من المديرين التنفيذيين لشركة Biogen ، وهي شركة للتكنولوجيا الحيوية مقرها كامبريدج ، مؤتمر القيادة لمدة يومين من 26 إلى 28 فبراير في فندق Boston Marriott Long Wharf. في 29 فبراير ، بدأ مسؤول تنفيذي في Biogen في تطوير الأعراض وطلب العلاج في مستشفى منطقة بوسطن. كان الاشتباه في وجود COVID-19 هو سبب المرض ، فطلب المسؤول التنفيذي إجراء اختبار ، ولكن أبلغه موظفو المستشفى أنه ليس ضروريًا.

### مارس

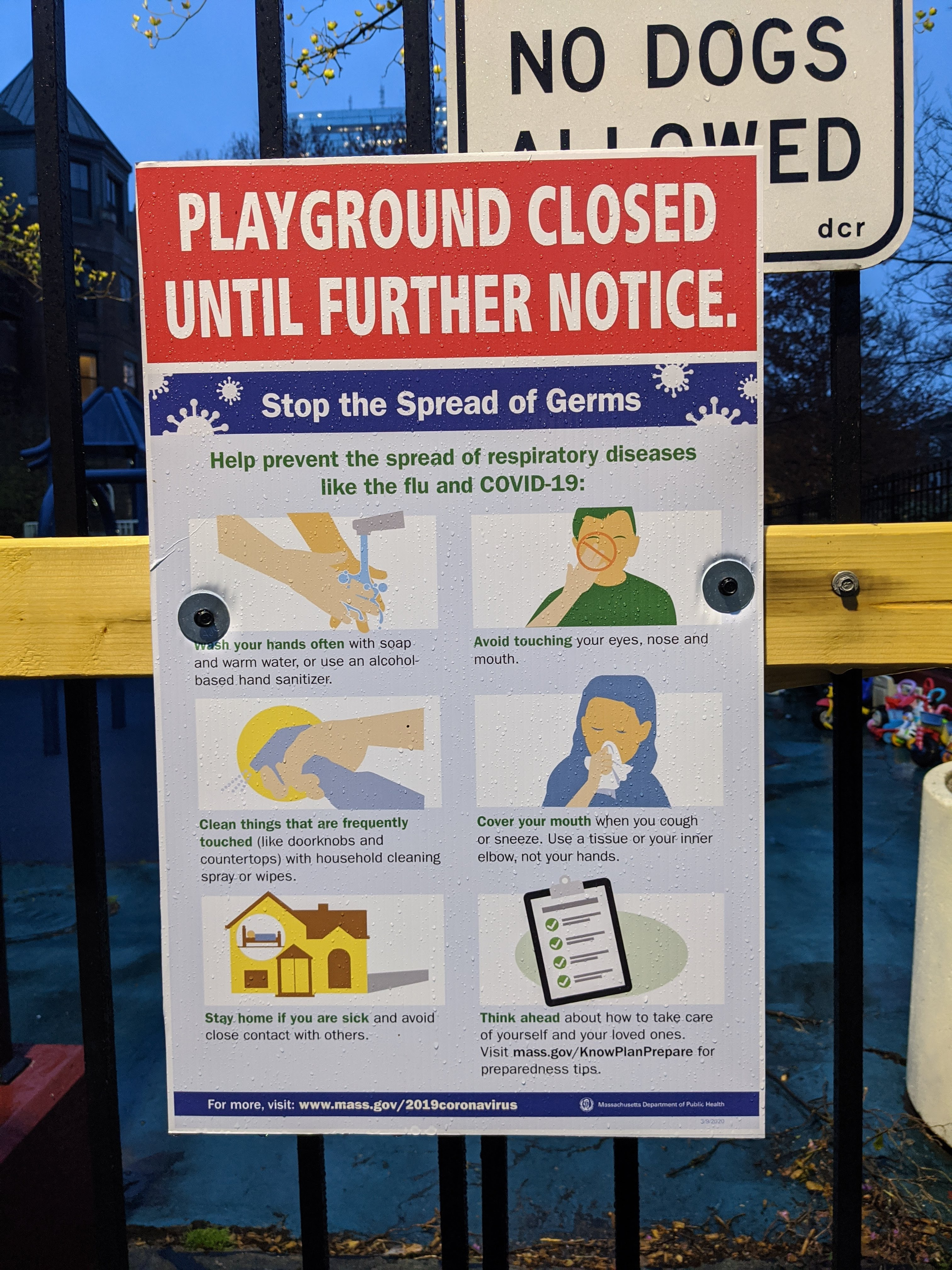
ملعب مغلق بعد أن أعلن العمدة مارتي والش إغلاق جميع الملاعب حتى إشعار آخر.

في 6 مارس ، أعلنت BPHC عن 3 حالات افتراضية جديدة لـ SARS-CoV-2. أعلن الحاكم تشارلي بيكر حالة الطوارئ لولاية ماساتشوستس في 10 مارس. أعلنت بوسطن إغلاق مدرسة Eliot K-8 في 11 مارس. في 13 مارس ، تم تأجيل سباق ماراثون بوسطن إلى 14 سبتمبر 2020. أعلن عمدة بوسطن مارتي والش إغلاق جميع مدارس بوسطن.
في 15 مارس ، أعلن العمدة والش حالة الطوارئ الصحية العامة بسبب المخاوف بشأن COVID-19. كانت المطاعم وغرف البار والنوادي الليلية مطلوبة لتقليل زبنائها بنسبة 50 بالمائة على الأقل. حصر الحاكم تشارلي بيكر التجمعات على أقل من 25 شخصا. في 16 مارس ، أعلن العم والش عن إغلاق نظام مكتبة بوسطن العامة. أعلنت MBTA أيضًا أنه سيتم تخفيض الخدمة بدءًا من 17 مارس. أعلن العمدة والش أيضًا إغلاق جميع مواقع البناء اعتبارًا من 17 مارس. في 18 مارس ، أغلقت مدينة بوسطن جميع الملاعب.
في 19 مارس ، علقت لجنة المياه والصرف الصحي في بوسطن جميع عمليات إنهاء خدمة المياه. في 23 مارس ، أصدر حاكم ماساتشوستس تشارلي بيكر أمرًا لجميع أصحاب العمل الذين لا يقدمون الخدمات الأساسية لإغلاق أماكن عملهم. تم تخفيض حد التجمعات إلى 10 أشخاص. أصدرت وزارة الصحة العامة بولاية ماساتشوستس استشارة للبقاء في المنزل لمدة أسبوعين. في 25 مارس ، مدد الحاكم بيكر إغلاق المدارس حتى 4 مايو.
في 30 مارس ، أعلن العمدة والش أن الشراكة ستوفر سكنًا مدعومًا لـ 1000 عائلة من مدارس بوسطن العامة المعرضة لخطر النزوح. في 31 مارس ، مدد الحاكم بيكر إغلاق عمله غير الضروري إلى 4 مايو.

### أبريل
في 5 أبريل ، أعلن العمدة والش لوائح جديدة للمسافة الاجتماعية في بوسطن. شجع الجميع على ارتداء غطاء الوجه عندما يكون في الخارج. أمرت BPHC للجميع باستثناء العمال الأساسيين بالبقاء في المنزل من الساعة 9 مساءً إلى 6 صباحًا كل يوم ، وفرض حظر التجول. تم إغلاق مبنى البلدية أمام الجمهور باستثناء أيام الثلاثاء والجمعة ، من الساعة 9 صباحًا حتى 5 مساءً. كان على كل فرد يدخل قاعة المدينة ، بما في ذلك الموظفين ، إكمال الفحص الذاتي لأعراض COVID-19.
في 9 أبريل ، تم إنشاء شراكة جديدة لتخفيف الرهن العقاري لمساعدة أصحاب المنازل خلال الوباء. في 16 أبريل ، أعلن العمدة والش أنه سيتم دعوة 1000 من السكان لدراسة ماساتشوستس من خلال اختبار الأجسام المضادة. في 19 أبريل ، نشرت بوسطن سبع شاحنات بوسطن للأشغال العامة لبث رسالة حول COVID-19.
في 21 أبريل ، أعلن الحاكم بيكر إغلاق جميع مدارس K-12 في ماساتشوستس حتى نهاية العام الدراسي. في 27 أبريل ، مددت لجنة بوسطن للصحة العامة إعلان الطوارئ للصحة العامة حتى إشعار آخر. في 28 أبريل ، مدد الحاكم بيكر الإغلاق الاستشاري للأعمال غير الضرورية وغير التجارية إلى 18 مايو. في 29 أبريل ، مددت هيئة الصحة العامة التي فرضت حظر التجول في بوسطن حتى 18 مايو.

### مايو
في 1 مايو ، أمر تشارلي بيكر ، حاكم ماساتشوستس ، جميع السكان بارتداء قناع في الأماكن العامة عندما تكون إجراءات الإبعاد الاجتماعي غير ممكنة. يسري هذا الأمر في 6 مايو.

## علم الأوبئة

### إجمالي الحالات والوفيات
وحتى 5 مايو/أيار، كانت بوسطن قد أكدت وقوع 241 10 حالة من حالات COVID-19. وقد تركزت الوفيات في بوسطن على كبار السن. وحتى 5 مايو ، سجلت بوسطن 449 حالة وفاة بسبب داء السارس.

### الاصابات حسب الفئة
أصدرت لجنة الصحة العامة في بوسطن لوحة بيانات للبيانات الخاصة بـ COVID-19 والتي يتم تحديثها يوميًا من خلال موقع حكومة بوسطن على الويب.

### الحالات حسب المنطقة
تم تتبع معظم حالات بوسطن COVID-19 إلى منطقة من قبل لجنة الصحة العامة في بوسطن . تنشر BPHC تقريرًا أسبوعيًا عامًا عن حالات COVID-19 حسب المنطقة في بوسطن.
| حالات بوسطن COVID-19 (تراكمية) حسب المنطقة | حالات بوسطن COVID-19 (تراكمية) حسب المنطقة | حالات بوسطن COVID-19 (تراكمية) حسب المنطقة               | حالات بوسطن COVID-19 (تراكمية) حسب المنطقة | حالات بوسطن COVID-19 (تراكمية) حسب المنطقة | حالات بوسطن COVID-19 (تراكمية) حسب المنطقة | حالات بوسطن COVID-19 (تراكمية) حسب المنطقة | حالات بوسطن COVID-19 (تراكمية) حسب المنطقة | حالات بوسطن COVID-19 (تراكمية) حسب المنطقة | حالات بوسطن COVID-19 (تراكمية) حسب المنطقة | حالات بوسطن COVID-19 (تراكمية) حسب المنطقة | حالات بوسطن COVID-19 (تراكمية) حسب المنطقة | حالات بوسطن COVID-19 (تراكمية) حسب المنطقة | حالات بوسطن COVID-19 (تراكمية) حسب المنطقة | حالات بوسطن COVID-19 (تراكمية) حسب المنطقة | حالات بوسطن COVID-19 (تراكمية) حسب المنطقة | حالات بوسطن COVID-19 (تراكمية) حسب المنطقة | حالات بوسطن COVID-19 (تراكمية) حسب المنطقة |
| تاريخ                                      | ألستون وبرايتون                            | خليج باك ، بيكون هيل ، نورث إند ، ويست إند ، وسط المدينة | تشارلزتاون                                 | بوسطن الشرقية                              | دورشيستر                                   | فينواي                                     | هايد بارك                                  | جامايكا بلاين                              | ماتابان                                    | منتصف دورشيستر                             | روزليندال                                  | روكسبري                                    | بوسطن الجنوبية                             | ساوث أند                                   | غرب روكسبري                                | مجهول                                      | مصدر                                       |
| ------------------------------------------ | ------------------------------------------ | -------------------------------------------------------- | ------------------------------------------ | ------------------------------------------ | ------------------------------------------ | ------------------------------------------ | ------------------------------------------ | ------------------------------------------ | ------------------------------------------ | ------------------------------------------ | ------------------------------------------ | ------------------------------------------ | ------------------------------------------ | ------------------------------------------ | ------------------------------------------ | ------------------------------------------ | ------------------------------------------ |
| 28 مارس                                    | 29                                         | 47                                                       | 10                                         | 41                                         | 37                                         | 25                                         | 26                                         | 13                                         | 13                                         | 29                                         | 18                                         | 16                                         | 26                                         | 28                                         | 5                                          |                                            | [ note 1 ]                                 |
| 2 ابريل                                    | 80                                         | 86                                                       | 29                                         | 130                                        | 175                                        | 46                                         | 104                                        | 52                                         | 72                                         | 131                                        | 73                                         | 78                                         | 66                                         | 70                                         | 38                                         |                                            | [ note 2 ]                                 |
| 9 أبريل                                    | 188                                        | 129                                                      | 50                                         | 238                                        | 444                                        | 68                                         | 228                                        | 124                                        | 169                                        | 323                                        | 162                                        | 198                                        | 112                                        | 282                                        | 97                                         | 36                                         | [ note 3 ]                                 |
| 16 أبريل                                   | 318                                        | 185                                                      | 73                                         | 410                                        | 705                                        | 91                                         | 413                                        | 253                                        | 298                                        | 569                                        | 302                                        | 335                                        | 175                                        | 372                                        | 208                                        | 56                                         | [ note 4 ]                                 |
| 23 أبريل                                   | 436                                        | 236                                                      | 103                                        | 688                                        | 1033                                       | 122                                        | 617                                        | 376                                        | 440                                        | 878                                        | 405                                        | 475                                        | 216                                        | 531                                        | 291                                        | 111                                        | [ note 5 ]                                 |
| 30 أبريل                                   | 551                                        | 299                                                      | 119                                        | 971                                        | 1385                                       | 176                                        | 793                                        | 499                                        | 548                                        | 1199                                       | 522                                        | 677                                        | 339                                        | 665                                        | 353                                        | 175                                        |                                            |

عدد الحالات حسب المنطقة في 30 أبريل ، كما ذكرت لجنة الصحة العامة في بوسطن أدناه ، مرتبة أبجديًا حسب المنطقة.
| حالات COVID-19 حسب المنطقة في بوسطن تم التحديث في 30 أبريل 2020 | حالات COVID-19 حسب المنطقة في بوسطن تم التحديث في 30 أبريل 2020 |
| منطقة                                                           | الحالات المؤكدة                                                 |
| --------------------------------------------------------------- | --------------------------------------------------------------- |
| ألستون وبرايتون                                                 | 551                                                             |
| خليج باك ، بيكون هيل ، نورث إند ، ويست إند ، وسط المدينة        | 299                                                             |
| تشارلزتاون                                                      | 119                                                             |
| بوسطن الشرقية                                                   | 971                                                             |
| دورشيستر                                                        | 1385                                                            |
| فينواي                                                          | 176                                                             |
| هايد بارك                                                       | 793                                                             |
| جامايكا بلاين                                                   | 499                                                             |
| ماتابان                                                         | 548                                                             |
| منتصف دورشيستر                                                  | 1199                                                            |
| روزليندال                                                       | 522                                                             |
| روكسبري                                                         | 677                                                             |
| بوسطن الجنوبية                                                  | 339                                                             |
| ساوث إند                                                        | 665                                                             |
| غرب روكسبري                                                     | 353                                                             |
| مجهول                                                           | 175                                                             |
| مجموع                                                           | 9،271                                                           |

### الحالات والوفيات حسب العرق
تم إرجاع العديد من الحالات التي تم تأكيدها في بوسطن كويد -19 إلى العرق / العرق من قبل لجنة الصحة العامة في بوسطن. تقوم BPHC بتحديث هذه الأرقام يوميًا.
| إجمالي الحالات حسب العرق اعتبارًا من 5 مايو 2020 | إجمالي الحالات حسب العرق اعتبارًا من 5 مايو 2020 | إجمالي الحالات حسب العرق اعتبارًا من 5 مايو 2020 |
| العرق / العرق                                   | إجمالي الحالات                                  | نسبه مئويه                                      |
| ----------------------------------------------- | ----------------------------------------------- | ----------------------------------------------- |
| إجمالي السباق المحدد                            | 7568                                            | 100٪                                            |
| آسيوي                                           | 233                                             | 3٪                                              |
| أسود / أمريكي من أصل أفريقي                     | 2993                                            | 40٪                                             |
| لاتيني / إسباني                                 | 1466                                            | 19٪                                             |
| أبيض                                            | 2066                                            | 27٪                                             |
| آخر                                             | 810                                             | 11٪                                             |

تم التعرف على معظم وفيات بوسطن COVID-19 أيضًا لعرق / عرق. تقوم BPHC بتحديث هذه الأرقام يوميًا أيضًا.
| إجمالي الوفيات حسب العرق اعتبارًا من 5 مايو 2020 | إجمالي الوفيات حسب العرق اعتبارًا من 5 مايو 2020 | إجمالي الوفيات حسب العرق اعتبارًا من 5 مايو 2020 |
| العرق / العرق                                   | إجمالي الوفيات                                  | نسبه مئويه                                      |
| ----------------------------------------------- | ----------------------------------------------- | ----------------------------------------------- |
| إجمالي السباق المحدد                            | 414                                             | 100٪                                            |
| آسيوي                                           | 27                                              | 7٪                                              |
| أسود / أمريكي من أصل أفريقي                     | 142                                             | 34٪                                             |
| لاتيني / إسباني                                 | 45                                              | 11٪                                             |
| أبيض                                            | 184                                             | 44٪                                             |
| آخر                                             | 16                                              | 4٪                                              |

## رد الحكومة
في 10 مارس ، أعلن تشارلي بيكر حاكم ولاية ماساتشوستس حالة الطوارئ للولاية.
في 13 مارس ، تم تأجيل سباق ماراثون بوسطن إلى 14 سبتمبر.
في 13 مارس ، أعلن العمدة والش إغلاق جميع مدارس بوسطن العامة . في 25 مارس ، تم تمديد إغلاق مدارس ماساتشوستس حتى 4 مايو. في 21 أبريل ، أغلق الحاكم تشارلي بيكر جميع مدارس K-12 خلال الفترة المتبقية من العام الدراسي.
في 15 مارس ، أعلن العمدة والش حالة الطوارئ الصحية العامة بسبب انتشار COVID-19 في المدينة. كانت المطاعم وغرف البار مطلوبة لتقليل السعة ، بنسبة 50٪ على الأقل. في 27 أبريل ، مددت BPHC حالة الطوارئ الصحية العامة حتى إشعار آخر. وحد حاكم بيكر ماساتشوستس التجمعات على 25 شخصا. في 23 مارس ، تم تخفيض الحد على التجمعات العامة إلى 10 أشخاص.
قطفي 16 مارس ، أعلن العمدة والش إغلاق مكتبة بوسطن العامة ،  وكذلك إغلاق مواقع البناء من 17 مارس. في 18 مارس ، أغلقت بوسطن جميع الملاعب في المدينة.
في 23 مارس ، أصدر بيكر حاكم ولاية ماساتشوستس أمرًا لجميع أصحاب العمل الذين لا يقدمون الخدمات الأساسية للإغلاق. أصدرت MDPH استشارة للبقاء في المنزل لمدة أسبوعين لجميع السكان. في 31 مارس ، مدد بيكر حاكم ولاية ماساتشوستس كلاً من الاستشارة على مستوى الولاية وإغلاق الأعمال غير الضرورية إلى 4 مايو. في 28 أبريل ، مدد حاكم ولاية ماساتشوستس بيكر الإرشاد على مستوى الولاية وإغلاق الأعمال غير الضرورية إلى 18 مايو.
في 5 أبريل ، شجع العمدة والش جميع سكان بوسطن على ارتداء قناع الوجه في الأماكن العامة. في 1 مايو ، أمر الحاكم بيكر جميع السكان على مستوى الولاية بارتداء غطاء وجه في الأماكن العامة اعتبارًا من 6 مايو ، عندما يكون الإبعاد الاجتماعي غير ممكن.
في 5 أبريل ، فرضت هيئة الصحة العامة في بوسطن حظر تجوال يوميًا من الساعة 9 مساءً حتى 6 مساءً. في 29 أبريل ، مددت BPHC حظر التجول الليلي في بوسطن إلى 18 مايو.